# Soter
Soter（grec antic: Σωτήρ; en majúscules ΣΩΤΗΡ, en femení Σώτειρα, Sóteira; en llatí Sospes o Servator) és un terme grec que significa 'salvador', i que tengué diversos usos:
- Originalment era un epítet de diversos déus: Zeus (a l'Argòlida, la Trezene, Lacònia, Messènia, Mantinea i Megalòpolis), Posidó, Dionís, Apol·lo, Hades, Hèlios, Atena, Asclepi i Hècate.
- Soter era la personificació de la seguretat i la protecció.
- Fou emprat com a sobrenom o títol per diversos reis hel·lenístics
  - Ptolemeu I Soter, rei d'Egipte 323-283 aC
  - Antíoc I Soter, rei selèucida 281-261 aC
  - Demetri I Soter, rei selèucida 161-150 aC
  - Antígon Monoftalmos, diàdoc, anomenat Soter pels atenesos per haver-los alliberat de Cassandre
  - Àtal I Soter, rei de Pèrgam 241-197 aC
  - Seleuc III Soter, anomenat Ceraune, rei selèucida 225-223 aC
  - Ptolemeu IX Soter, anomenat Làtir, rei d'Egipte 116-107 aC i 88-81 aC
  - Diòdot I Soter, primer rei de Bactriana 256-235 aC
  - Menandre I Soter, rei de Bactriana i rei indogrec 165-130 aC
  - Eucràtides II Soter, rei de Bactriana el segle ii aC
  - Estrató I Soter, rei indogrec 125-110 aC
  - Polixen Epífanes Soter, rei indogrec ca. 100 aC
  - Diomedes Soter, rei indogrec 95-90 aC
  - Nícies Soter, rei indogrec 90-85 aC
  - Apol·lòdot II Soter, rei indogrec 80–65 aC
  - Dionís Soter, rei indogrec 65-55 aC
  - Hipòstrat Soter, rei indogrec 65-55 aC
  - Zoilos II Soter, rei indogrec 55-35 aC
  - Apol·lòfanes Soter, rei indogrec 35-25 aC
  - Estrató II Soter, rei indogrec 25-1 aC
- Títol de diversos alliberadors
- A partir del sorgiment del cristianisme, fou un títol adjudicat a Jesús de Natzaret
  - La soteriologia és una branca de la teologia cristiana que estudia la doctrina de salvació
- Prenom de diversos personatges:
  - Tiberi Claudi Soter, pintor grec, autor de mosaics
  - Papa Soter, bisbe de Roma 166/167-174/175